# Kukułkowe
Kukułkowe (Cuculiformes) – rząd ptaków z podgromady ptaków nowoczesnych Neornithes. Obejmuje gatunki zasadniczo leśne, żyjące na drzewach, lecz niektóre preferują tereny otwarte, np. pustynie. Osiadłe lub wędrowne. Zamieszkują cały świat poza rejonami podbiegunowymi i największymi pustyniami. Ptaki te charakteryzują się silnym zróżnicowaniem, a o odrębności rzędu decyduje budowa wewnętrzna. Mają około 13 do 80 cm długości ciała. Są gniazdownikami, młode klują się pokryte skąpym puchem lub nagie.

## Podział systematyczny
Do rzędu należy jedna rodzina: 
- Cuculidae – kukułkowate

Dawniej (Wetmore, 1960 i inni) do kukułkowych zaliczano też rodzinę turakowatych Musophagidae (podrząd Musophagi) – obecnie rodzina ta jest klasyfikowana w osobnym rzędzie turakowych (Musophagiformes).